# Pseudolachnostoma sucrense
Pseudolachnostoma sucrense är en oleanderväxtart som beskrevs av Morillo. Pseudolachnostoma sucrense ingår i släktet Pseudolachnostoma och familjen oleanderväxter. Inga underarter finns listade i Catalogue of Life.